# La Guàrdia (Navès)
La Guàrdia és una muntanya de 1.448 metres al sud-oest de la Serra de Busa, al municipi de Navès, a la comarca del Solsonès. Al cim hi ha un vèrtex geodèsic (referència 276092001 de l'ICC).
Aquest cim està inclòs al llistat dels 100 cims de la FEEC